# The Sea of Trolls
The Sea of Trolls és una novel·la escrita per Nancy Farmer publicada per primera vegada en l'any 2004 per Simon & Schuste, nominada al premi Louisiana Young Readers' Choice Award de 2007. Va inaugurar la sèrie de literatura infantil del mateix nom, amb les obres The Land of the Silver Apples (2007) i The Islands of the Blessed (2009).

## Argument
Tot comença quan el bard d'un llogaret saxó escull el jove Jack com aprenent. El bard sap que un perill aguaita a l'altre costat del mar. Al cap d'un temps arriba a l'illa un vaixell amb els vikings més temibles, els berserkers, una horda creada per a matar i saquejar. Els problemes comencen quan Jack i la seva germana Lucy són capturats per aquests i convertits en esclaus. Els vikings, comandats pel terrible Olaf, conduïxen els dos esclaus cap a la cort del rei Ivar. Un cop allà, els dos joves coneixeran a la temible semi-troll, esposa del Ivar i reina. Com a conseqüència d'alguns problemes, Jack es veurà obligat a realitzar una expedició endinsant-se en el més profund del Jotunheim, la terra dels trolls. Jack necessitarà tot el seu enginy per fer front a la nova aventura.